# Ammosexual
Ammosexual er en amerikansk slangbetegnelse for en person som bliver seksuelt opstemt af våben, især af at eje flere våben, og på seksuelt-fetichistisk vis. Betegnelsen er et pejorativ, med en 'nedsættende' betydning.
I USA er ordet relateret til personer der henviser til forfatningens Second Amendment siden 15. december 1791, retten til blandt andet at bære våben. Denne ret er også udstrakt til "mentalt syge", andre amerikanske regler dog forbyder.

## Etymologi
Ammo-sexual er en sammentrækning af ordene ammunition og sexual (seksuel). Ordet spiller på at være en variant af heteroseksuel, biseksuel, "metroseksuel" m.fl.

Komikeren Bill Maher anvendte ordet i programmet Real Time with Bill Maher på HBO, den 6. juni 2014, hvor han foreslår nye regler i samfundet, der er sammenkædet med restaurantbesøg og våbenbærere, der åbenlyst viser at de er bevæbnede ("open carry"), der er tilladt i de fleste stater i USA per maj 2022.:
"Gode nyheder alle sammen: R.J.'s Steakhouse forbyder adgang for Ammosexuals!". (Bil Maher).
Ammosexual blev valgt som Årets mest kreative ord i USA i 2015.
Et synonym til ammosexual er det amerikanske slangord "guntard" ('gun', skydevåben plus 'tard', af retard, forsinket, langsom, 'sinke'; "retarderet").